# Sígfrid Gràcia
Pour les articles homonymes, voir Gracia.
Sígfrid Gràcia Royo, né le 27 mars 1932 à Gavà (en Catalogne, en Espagne) et mort le 23 mai 2005 dans la même ville, est un footballeur international espagnol.
Cet arrière gauche régulier et serein réalise toute sa carrière au FC Barcelone, de 1952 à 1966, et dispute avec l'équipe nationale la Coupe du monde de 1962.

## Carrière
Pendant ses quatorze saisons au FC Barcelone, Gràcia reste pratiquement toujours le titulaire de son poste. Il remporte à plusieurs reprises le Championnat d'Espagne, la Coupe d'Espagne et la Coupe des villes de foires. Il dispute 526 matchs toutes compétitions confondues (matchs amicaux compris) avec le club blaugrana.
Il est sélectionné à partir de 1959 en équipe nationale. Il compte sa dixième et dernière sélection lors de la défaite des Espagnols face au Brésil lors de la Coupe du monde de 1962.

## Parcours
- 1952–1966 :  FC Barcelone

## Palmarès
- Championnat d'Espagne : 1953, 1959, 1960
- Coupe d'Espagne : 1953, 1957, 1959, 1963
- Coupe des villes de foires : 1958, 1960, 1966
- Coupe Eva Duarte : 1953